# Транспорт в Марокко
Транспорт в Марокко

## Железнодорожный транспорт
Железнодорожный транспорт в Марокко управляется национальным оператором ONCF (фр. Office National des Chemins de Fer du Maroc). Компания ONCF была создана в 1963 году.
Из общей протяжённости железнодорожных линий 2067 км в 2014 году 1022 км были электрифицированы на постоянном токе (3 кВ).
Ширина колеи 1435 мм. В локомотивном парке тепловозы и электровозы. В некоторых местах в железнодорожном пути используются металлические шпалы, масса одного погонного метра рельс в пути 46 кг.
Объём пассажирских перевозок 40 млн чел в год (2014 год), цены на проезд низкие, а качество поездов хорошее. Грузооборот 39 млн т (на 2014 год), основные перевозимые дорогой грузы: фосфориты, уголь, сельскохозяйственные продукты, автомобили и контейнеры .

### Высокоскоростные линии железной дороги
В 2018 году ожидается ввод в эксплуатацию высокоскоростной железнодорожной линии, построенной между городами Кенитра и Танжер (180 км). Эта линия будет продолжена до Рабатa и Касабланки. Планируется также строительство линии протяжённостью 1500 км: от Касабланки до Марракеша и Агадира на юге страны, и из Касабланки в город Уджда на алжирской границе.
Строительство высокоскоростных линий может быть полностью закончено в 2030 году, стоимость строительства оценивается в $ 3.37 млрд.

## Автодороги
Марокко обладает развитой сетью автодорог, лучшая в Африке после ЮАР. Общая протяжённость автодорог на 2015 год составляла свыше 58 тыс. км, из них 41 тыс. км — автодороги с твёрдым покрытием и свыше 1500 км – скоростные платные.  Для сравнения, на 1973 год: oбщая протяжённость автодорог составляла свыше 51 тыс. км, из них 21 тыс. — автодороги с твёрдым покрытием, cкоростных платных дорог не существовало.
Через Марокко проходят дороги входящие в транс-африканскую сеть автомобильных дорог (англ. Trans-African Highway network).
Также на территории Марокко существует сеть скоростных платных автодорог (1785 км в 2016 год): А1 Рабат — Сафи (фр. Autoroute Rabat - Safi; 313 км), А2 Рабат — Ужда (фр. Autoroute Rabat - Oujda; 496 км), А3 Касабланка — Агадир (фр. Autoroute Casablanca - Agadir; 429 км), А4 Беррешид — Бени-Меллаль (фр. Autoroute Berrechid - Beni Mellal; 174 км), А5 Танжер-Мед — Рабат (фр. Autoroute Tanger Med - Rabat; 308 км), А7 Фнидк — Тетуан (фр. Autoroute Fnideq - Tétouan; 28 км).

## Трубопроводный транспорт
В Марокко действуют нефте- и газопроводы местного и регионального (из Алжира в Испанию) значения. На 2006 год их суммарная протяжённость составляла: газовых — 715 км, нефтяных — 285 км.

## Авиационный транспорт

### Аэропорты
В Марокко 55 аэропортов, из которых 31 имеют взлётно-посадочные полосы с твёрдым покрытием. Из них 11 аэропортов имеют ВПП длиной свыше 3047 метров (3720 м — Международный аэропорт имени Мохамеда V, Касабланка и 3100 м — Марракеш), 9 аэропортов имеют ВПП длиной от 2438 до 3047 м (Ангадс), у 7 аэропортов ВПП от 1524 до 2437 метров, 4 аэропорта имеют ВПП менее 1524 метров.
Кроме того существуют 24 аэропорта с грунтовыми ВПП.
10 аэропортов имеют статус международных.

### Авиакомпании
Авиакомпаний, действующих в Марокко, несколько: Royal Air Maroc (англ. Royal Air Maroc), базирующаяся в аэропорту имени Мохамеда V, Голубой Атлас (англ. Atlas Blue), базирующаяся в аэропорту Марракеш (англ. Marrakech-Menara Airport), Low-cost авиакомпания Региональные авиалинии (англ. Regional Air Lines), базирующаяся в аэропорту имени Мохамеда V и выполняющая регулярные рейсы в Испанию и Португалию. Также присутствуют на рынке авиаперевозок авиакомпании, имеющие небольшой парк воздушных судов Mondair (англ. Mondair) и Casa air service (англ. Casa air service).

## Морской транспорт
Марокко связано с Испанией паромными линиями Танжер–Тарифа, Танжер-Мед—Альхесирас, Танжер-Мед—Мотриль, Эль-Хосейма—Альмерия и Надор—Альмерия. Существуют также линии из портa Танжер-Мед в Барселону, Сет и Геную. Основным пассажирским портом является порт Танжер-Мед на севере страны.
В Марокко действуют два крупных торговых порта, Касабланка и Танжер-Мед (являющийся одним из крупнейших в регионе, и 46-м в мире (общий тоннаж 39 Mt + 3 миллиона TEU по контейнерным перевозкам в 2015 году).

### Торговый флот
Всего 35 судов (с водоизмещением более 1 000 тонн) по типам:
- грузовое судно — 3
- танкер для перевозки химических веществ 6
- контейнеровоз — 8
- грузопассажирское судно — 12
- нефтяной танкер — 1
- рефрижераторное судно — 1
- ролкер